# Chondrostoma colchicum
A Chondrostoma colchicum a sugarasúszójú halak (Actinopterygii) osztályának pontyalakúak (Cypriniformes) rendjébe, ezen belül a pontyfélék (Cyprinidae) családjába tartozó faj.

## Előfordulása
A Chondrostoma colchicum a Transzkaukázus nyugati felének sebes sodrású folyóiban él, a Tuapszétól a Törökországból érkező Coruhig.

## Alfaja
- Chondrostoma colchicum kubanicum az Azovi-tengerbe ömlő Kubány vízrendszerében él. Ma már külön fajnak tekintik.[2]

## Megjelenése
A hal testhossza 20-25 centiméter, legfeljebb 28 centiméter. 57-64 darab közepes nagyságú pikkelye van az oldalvonala mentén.

## Életmódja
Rajban élő hal, amelynek biológiája még csak nagyon kevéssé ismert. Valószínűleg a vízfenék algáival és az azokon élő apró állatokkal táplálkozik.